# Monòleg
|  | Per a altres significats, vegeu «monòleg interior». |

El monòleg en les arts escèniques o cinematogràfiques és una obra, o una part d'una obra, en la qual un personatge parla de manera prolongada tot sol, sense cap diàleg o rèplica. Malgrat una rica tradició provinent del teatre medieval, és al segle xix que el monòleg s'estableix com a gènere independent lligat bàsicament al teatre de varietats. quan no hi ha text teatral és un «monòleg mut». Inserit en obres dramàtiques, constitueix una mena de soliloqui que caracteritza el personatge que té l'oportunitat d'actuar com si estigués sol. A l'òpera és la base de moltes àries. En les pel·lícules, a més del monòleg, també hi ha el gènere del monòleg interior, sovint amb veu en off per a representar el pensament o els records del personatge.

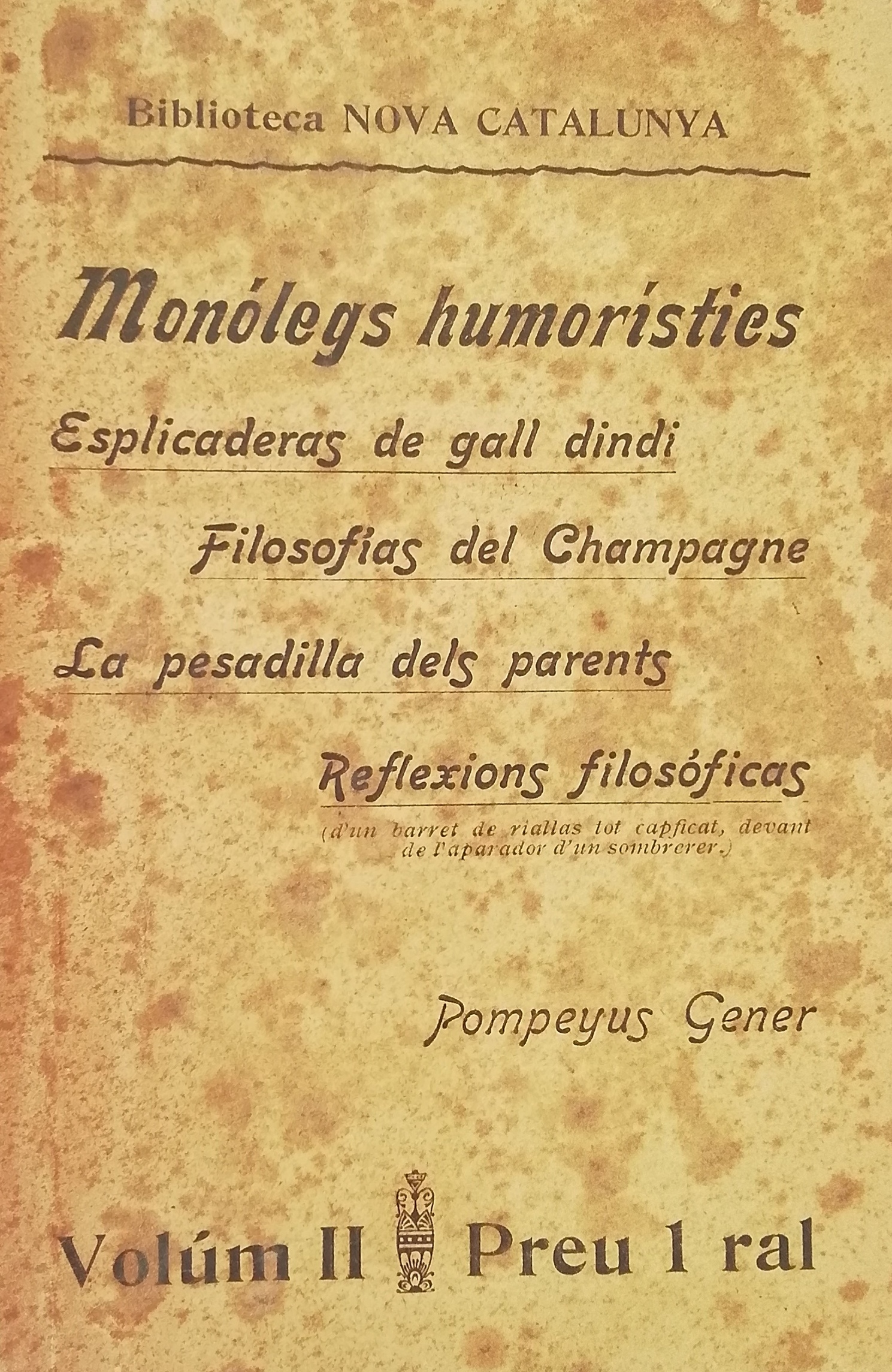
Monòlegs humorístics publicats a Barcelona l'any 1903 dins la col·lecció Biblioteca Nova Catalunya, de l'autor Pompeyus Gener

A Catalunya, l'escriptora Víctor Català és considerada com la mestra del gènere, que la mateixa va descriure com el «caganiu del gèneres dramàtics».
En sentit estricte, cal diferenciar el monòleg d'altres recursos del text teatral, que coincideixen en el fet de contenir l'elocució d'un sol personatge. Així doncs, si el monòleg és el discurs d'un individu que s'adreça a altres personatges presents a l'escena sense cap rèplica, el soliloqui, en canvi, és el discurs que un personatge s'adreça a si mateix, sense cap altre oïdor a l'escena. Tampoc s'ha de confondre amb l'apart, on el personatge fa un comentari que reflecteix el seu pensament, com si els altres personatges no ho poguessin sentir i, per tant, ignoren aquesta elocució. Finalment, en l'apel·lació el personatge s'adreça directament al públic, interpel·lant-lo i fent que aquest entri dins l'univers de la ficció representada.
Hi ha un tipus de monòleg anomenat dialogismós que conté interpel·lacions deliberatives.

## Monòlegs destacats
- «La tirada del nas» a l'acte 1 escena 4 de de Cyrano de Bergerac d'Edmond Rostand[8]
- Els monòlegs de la vàgina, obra d'Eve Ensler (1996), basada en entrevistes a dones d'arreu del món.[9]
- L'Ombra de Cèsar: monòleg de Víctor Balaguer i Cirera[10]
- Monòleg d'un català anònim de Joaquim Juanola i Massó, Moviment d'Alliberament Nacional de Catalunya, 1962
- La infanticida (1898) monòleg en vers de Víctor Català (Caterina Albert i Paradís)
- Les Cartes: monòleg en prosa de Víctor Català
- Txèkhov: un monòleg sobre la vida d'Anton Txèkhov de Michael Pennington i Xavier Lance[11]